# Hans-Heinrich Sievert
Hans-Heinrich Sievert (Alemania, 1909-Eutin, 1963) fue un atleta alemán especializado en la prueba de decatlón, en la que consiguió ser campeón europeo en 1938.

## Carrera deportiva
En el Campeonato Europeo de Atletismo de 1934 ganó la medalla de oro en la competición de decatlón, consiguiendo un total de 6858 puntos, superando al sueco Leif Dahlgren y al polaco Jerzy Pławczyk (bronce con 6399 puntos).